# Себеш (Палилула)
Себеш је мочвара, канал и приградско насеље у Београду, које се налази на територији општине Палилула.

## Поток
Себеш или Мокри Себеш је систем спорих канала на јужном мочварном подручју Панчевачког рита. Протиче јужно од Борче и тече на исток, ка северу насеља Котеж и даље тече ка мочвари Велико блато, источном делу Крњаче и мочварама Себеш и Рева, пре него што се улива у Дунав као његова лева притока. Себеш међу Београђанима важи за једно од најпопуларнијих места за риболов. Име је добио по мађарском спахији који је поседовао земљиште у тој области.

## Мочвара
Себеш је мочвара која се налази у јужном делу Панчевачког рита.

## Насеље
Себеш Овчански, или само Себеш, је северно поднасеље Палилуле, које се налази поред канала Мокри Себеш, удаљено 9 km североисточно од центра Београда и 4 km јужно од Овче. У насељу се налази и железничка станица Себеш, која се користи за услуге приградске железнице Беовоз.